# Театър на Форд
Театърът на Форд (на английски: Ford's Theatre) е театрална сграда във Вашингтон от 60-те години на XIX век.
Вечерта на 14 април 1865 г. Ейбрахам Линкълн е смъртно ранен в него при покушение, извършено от Джон Уилкс Бут.
През 1867 г. театърът минава под контрола на армията на САЩ и е използван като архив за медицинските бележки от гражданската война. През 60-те години на XX век е реставриран във вида си от 1865 г. и е открит отново през 1968 г.
Театърът е включен в националния регистър на исторически обекти на САЩ на 15 октомври 1966 г. заедно със съседната къща на Питърсън, в която Линкълн умира от раните си. На 23 юни 1970 г. двете сгради са обявени за национален исторически обект под името „Национално историческо място „Театър на Форд““ (Ford’s Theatre National Historic Site).